# Zygothrica vittimarginata
Zygothrica vittimarginata är en tvåvingeart som beskrevs av Burla 1956. Zygothrica vittimarginata ingår i släktet Zygothrica och familjen daggflugor. Inga underarter finns listade i Catalogue of Life.